# Francesca Cristetti
Francesca Cristetti (18 novembre 1997) è una nuotatrice italiana, che detiene il record mondiale nella prova dei 100m percorso misto..